# Ервін Шульц
Ервін Вільгельм Шульц (нім. Erwin Wilhelm Schulz; 27 листопада 1900, Берлін — 11 листопада 1981, Бремен) — бригадефюрер СС і генерал-майор поліції, командир айнзацкоманди 5, що здійснювала масові вбивства в Україні.

## Біографія
Народився 27 листопада 1900 року в родині адміністративного інспектора. Протягом Першої світової війни він відвідував Кельнську гімназію в Берліні. У квітні 1918 року записався добровольцем на фронт, але після проходження короткої військової підготовки у військових діях участі не брав. Потім вивчав право, однак після двох семестрів припинив навчання і записався у фрайкор Оберланд. У 1922 році працював в банку Дрездена. У 1923 році вступив на службу в бременську поліцію. У 1926 році став лейтенантом охоронної поліції. У 1933 році вступив в НСДАП (членський квиток № 902 238). У 1935 році став членом СС (№ 107 484) і СД. У 1938 році дослужився до звання штурмбанфюрера і став урядовим радником. З 1935 по 1939 рік — керівник відділення гестапо в Бремені. У 1940 році став інспектором поліції безпеки і СД в Гамбурзі. У березні 1941 року керував школою поліції безпеки і СД в Шарлоттенбурзі. У травні 1941 року його начальник Бруно Штреккенбах призначив Шульца командиром айнзацкоманди 5, що діяла на території України. Його команда була причетна до вбивств євреїв у Львові. У 1943 році став керівником відділу IB (освіта і виховання) в Головному управлінні імперської безпеки. З 1 по 28 травня 1944 року був заступником Ервіна Резенера — вищого керівника СС і поліції «Альпенланд».
Після війни був заарештований. 10 квітня 1948 року на процесі у справі айнзацгруп був засуджений до 20 років тюремного ув'язнення. У 1951 році термін був скорочений до 15 років. 9 січня 1954 року був звільнений достроково з Ландсбергської в'язниці.

## Звання
- Манн СС (18 квітня 1935)
- Гауптштурмфюрер СС (20 квітня 1935)
- Штурмбаннфюрер СС (12 вересня 1937)
- Оберштурмбаннфюрер СС (20 квітня 1939)
- Штандартенфюрер СС (1 квітня 1940)
- Оберфюрер СС (9 листопада 1941)
- Бригадефюрер СС і генерал-майор поліції (9 листопада 1942)

## Нагороди[5]
- Сілезький Орел 2-го ступеня
- Почесний хрест ветерана війни
- Спортивний знак СА в бронзі
- Німецька імперська відзнака за фізичну підготовку в бронзі
- Цивільний знак СС (№158 548)
- Йольський свічник
- Кільце «Мертва голова»
- Почесна шпага рейхсфюрера СС
- Почесний кут старих бійців
- Медаль «У пам'ять 13 березня 1938 року»
- Медаль «У пам'ять 1 жовтня 1938» із застібкою «Празький град»
- Хрест Воєнних заслуг 2-го і 1-го класу з мечами
- Залізний хрест 2-го класу
- Медаль «За вислугу років у поліції» 3-го, 2-го і 1-го ступеня (25 років)